# Cymatophoropsis tripunctata
Cymatophoropsis tripunctata là một loài bướm đêm trong họ Noctuidae.